# Астраханское отделение Приволжской железной дороги
Астраханское отделение Приволжской железной дороги — одно из отделений Приволжской железной дороги. Существовало вплоть до реорганизации дороги, в ходе которой отделения были упразднены, ныне вместо отделения — Астраханский регион Приволжской железной дороги.

## История
С инициативой постройки железнодорожной линии до соляных промыслов на озере Эльтон и до Астрахани общество Рязано-Уральской железной дороги выступало ещё в 1893 году. Появлялись разные планы этой линии, высказывались различные мнения о требуемом маршруте. Наконец, 26 апреля 1903 года были утверждены условия сооружения Астраханской железной дороги, в том же году было начато строительство, велось оно от станции Красный Кут. Согласно условиям, путь от Покровской Слободы до Красного Кута перешивался с метровой колеи на колею 1524 мм, а Астраханская линия строилась изначально со стандартной российской шириной колеи. Первая железнодорожная линия на территории нынешнего Астраханского отделения Приволжской дороги была построена в 1907 году, когда было открыто движение от станции Красный Кут до станции Бузан — пристань. Спустя два года, 15 декабря 1909 года, после достройки моста через реку Бузан поезда пошли до станции Астрахань I.
При постройке линии было модернизировано паровозное депо Красный Кут (отныне ему пришлось содержать паровозы колеи 1000 мм и 1524 мм), построены паровозные депо на станциях Эльтон, Верхний Баскунчак, Астрахань.
Существовавшая ещё с 1884 года солевозная Баскунчакская железная дорога влилась в состав Рязано-Уральской дороги лишь в 1918 году, до этого дороги работали, никак не сотрудничая, на станции Верхний Баскунчак было уложено глухое пересечение, где линии дорог просто пересекались.
В годы Великой Отечественной войны ввиду того, что железнодорожная линия стала прифронтовой, резко увеличился объём перевозок по ней. Пропускной способности линии не хватало, поэтому на линии строились разъезды. В январе 1942 года вступила в строй почти 180-километровая линия Владимировская Пристань — Паромная, которая была построена для подвоза боеприпасов и войск к Сталинграду. В августе 1942 года открылось движение на линии Астрахань — Кизляр (ныне к Астраханскому отделению относится участок этой линии до Олейниково).
В конце 1980-х — начале 1990-х в рамках освоения Астраханского газоконденсатного месторождения и строительства завода по переработке и очистке газа (ныне предприятие принадлежит компании «Астраханьгазпром») была произведена электрификация Астраханского железнодорожного узла и участка до станции Аксарайская под пригородное движение. Электрификация производилась на переменном токе, для перевозок рабочих на Астраханский газоперерабатывающий завод были задействованы несколько электропоездов серии ЭР9Т.
В 1996 году в состав отделения был передан участок Трусово — Олейниково, ранее обслуживавшийся Северо-Кавказской железной дорогой.
В 2004 году была открыта ветвь от станции Яндыки до порта Оля.

## Территория
Астраханское отделение граничит:
- с Саратовским отделением (по станции Красный Кут исключительно)
- с Волгоградским отделением (по станции Трубная)
- с Северо-Кавказской железной дорогой (по станции Олейниково, Махачкалинское отделение)
- с железными дорогами Республики Казахстан (Атырауское отделение) по станции Аксарайская[7].

Территория Астраханского отделения включает следующие линии:
- Красный Кут — Верхний Баскунчак — Аксарайская — Астрахань I — Олейниково
- Верхний Баскунчак — Волжский (частично),

а также Астраханский железнодорожный узел и ветвь от станции Верхний Баскунчак к станции Нижний Баскунчак.

### Депо
- Локомотивное депо Астрахань
- Локомотивное депо Верхний Баскунчак

## Управление
Астраханское отделение (административное здание) располагалось по адресу: 414052, Астрахань, ул. Беринга, дом. 1